# Буле ле Иф
Буле ле Иф (фр. Boulay-les-Ifs) насеље је и општина у западној Француској у региону Лоара, у департману Мајен која припада префектури Мајен.
По подацима из 2011. године у општини је живело 164 становника, а густина насељености је износила 18,12 становника/km². Општина се простире на површини од 9,05 km². Налази се на средњој надморској висини од 210 метара (максималној 393 m, а минималној 190 m).

## Демографија
| 1962. | 1968. | 1975. | 1982. | 1990. | 1999. | 2011. |
| ----- | ----- | ----- | ----- | ----- | ----- | ----- |
| 173   | 177   | 160   | 160   | 131   | 168   | 164   |

График промене броја становника у току последњих година